# Nepot
În terminologia de rudenie nepotul poate fi:
- Fiul fiului sau al fiicei, în raport cu bunicii.
- Fiul fratelui sau al surorii, în raport cu unchii și mătușile.
- Fiul vărului sau al verișoarei, în raport cu unchii și mătușile.